# راپوتیتسه
راپوتیتسه (به چکی: Rapotice) یک منطقهٔ مسکونی در جمهوری چک است که در منطقه تربیچ واقع شده‌است. راپوتیتسه ۴٫۱۳ کیلومتر مربع مساحت و ۴۵۷ نفر جمعیت دارد و ۴۹۵ متر بالاتر از سطح دریا واقع شده‌است.